# Сельское поселение Криволучье-Ивановка
Сельское поселение Криволучье-Ивановка — муниципальное образование в Красноармейском районе Самарской области.
Административный центр — село Криволучье-Ивановка.

## Административное устройство
В состав сельского поселения Криволучье-Ивановка входят:
- посёлок Богусский,
- село Криволучье-Ивановка.